# Hussain Fadel
Hussain Fadel Ali (arabe : حسين فاضل عبد الله معتوق) (né le 9 octobre 1984 à Koweït City au Koweït) est un footballeur international koweïtien, qui évolue au poste de défenseur.

## Biographie

### Carrière en club
Avec le club d'Al Koweït, il remporte une Coupe du golfe des clubs champions et une Coupe de l'AFC.

### Carrière en sélection
Avec l'équipe du Koweït, il possède 55 sélections, avec 4 buts inscrits, depuis 2008. 
Il figure dans le groupe des sélectionnés lors des Coupes d'Asie des nations de 2011 et de 2015.

## Palmarès
Al Koweït
| - Championnat du Koweït (7) : - Champion : 2003, 2004, 2005, 2008-09, 2009-10, 2010-11 et 2011-12. - Vice-champion : 2005-06, 2007-08 et 2012-13. - Coupe du Koweït (5) : - Vainqueur : 2003, 2004, 2007, 2010 et 2012. - Finaliste : 2006. - Coupe Crown Prince du Koweït (4) : - Vainqueur : 2004, 2005, 2006 et 2009. - Finaliste : 2008 et 2012. |  | - Coupe de la Fédération du Koweït (3) : - Vainqueur : 2008, 2009, 2011. - Supercoupe du Koweït (2) : - Vainqueur : 2009 et 2011. - Finaliste : 2010 et 2012. - Coupe du golfe des clubs champions (1) : - Vainqueur : 2005. - Finaliste : 2006-07. - Coupe de l'AFC (1) : - Vainqueur : 2010. |